# 葛飾区立中央図書館
葛飾区立中央図書館（かつしかくりつちゅうおうとしょかん）は、東京都葛飾区金町六丁目にある公共図書館。2009年10月17日、葛飾区新宿にあった葛飾図書館が移転する形で、金町駅前にオープン。旧館に比べ、大幅に蔵書数が増え、開館時間の大幅な延長や、年末年始に無休開館を実現するなど、サービス内容も改善された。ヴィナシス金町3階にあり、右の画像にある中央下の入り口のエレベーター又は階段で行くことができる。

## 概要
- 開館時間
  - 月曜から土曜 : 9:00 - 22:00
  - 日曜・祝日 : 9:00 - 20:00
  - 12月29日、30日 : 9:00 - 20:00
  - 12月31日 - 1月3日 : 9:00 - 17:00
- ※児童室の開館時間は9:00 - 18:00（12月31日 - 1月3日 : 9:00 - 17:00）
- 所蔵図書 : 約410,000冊[1]

なお、図書館流通センターに窓口業務委託された施設である（従来の司書もいる）。

## アクセス
- JR常磐線（各駅停車）
  - 金町駅下車南口より徒歩3分
- 京成電鉄京成金町線
  - 京成金町駅下車改札口より徒歩1分